# Chang Kyou-chul
Chang Kyou-chul est un boxeur sud-coréen né le 19 juin 1946 à Séoul et mort le 19 avril 2000.

## Carrière
Sa carrière amateur est principalement marquée par une médaille de bronze remportée aux Jeux olympiques de Mexico en 1968 dans la catégorie des poids coqs et deux titres de champions d'Asie obtenus en 1965 (poids mouches) et 1967 (poids coqs).